# Buxus cochinchinensis
Buxus cochinchinensis är en buxbomsväxtart som beskrevs av Jean Baptiste Louis Pierre och François Gagnepain. Buxus cochinchinensis ingår i släktet buxbomar, och familjen buxbomsväxter. Inga underarter finns listade i Catalogue of Life.